# Hobbe Esaias van Aylva

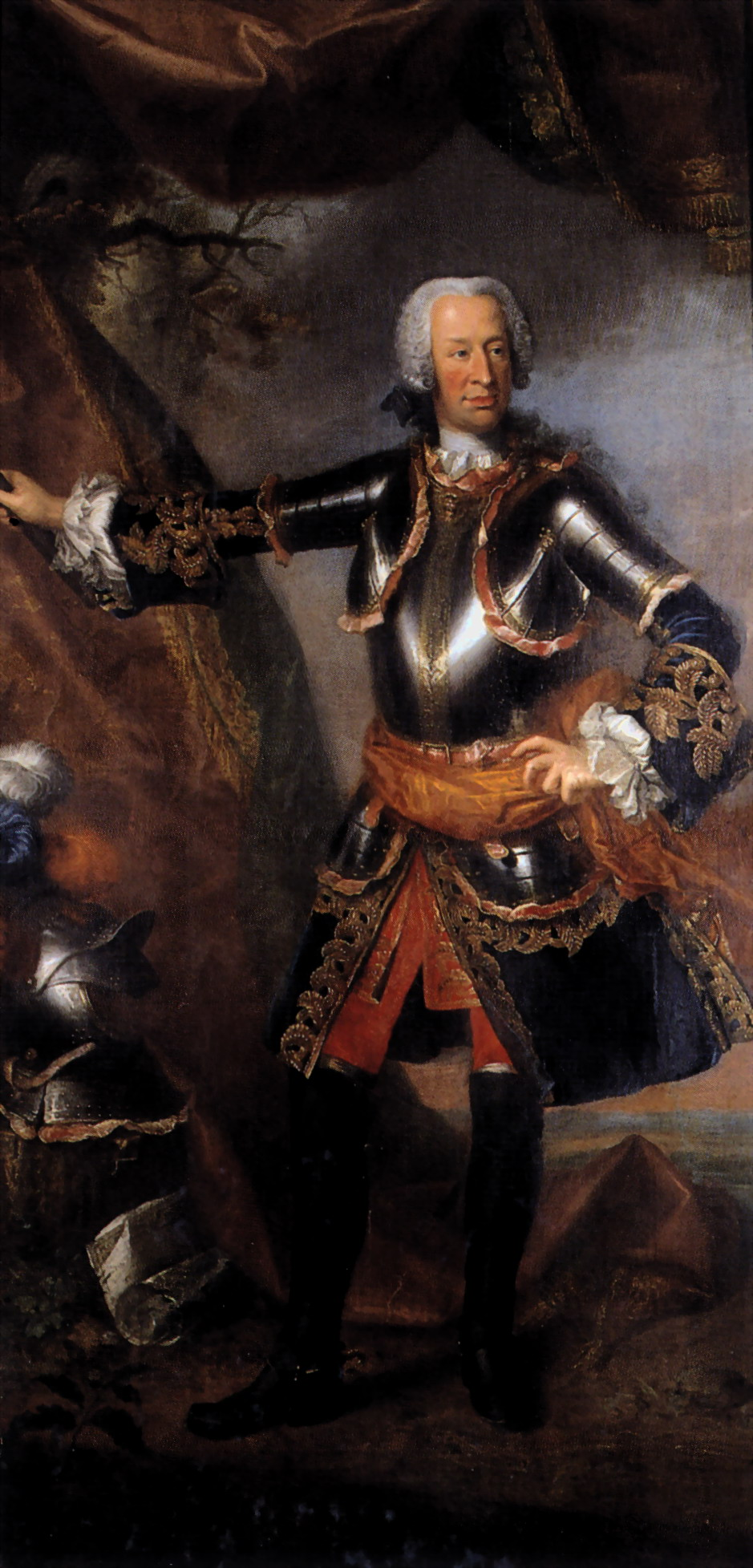
Portret van Hobbe van Aylva door Johann Valentin Tischbein, 1750 (Slot Fasanerie, Fulda)

Hobbe Esaias, baron van Aylva (Witmarsum, 1696 - Maastricht, 15 december 1772) was een vooraanstaand militair in de Noordelijke Nederlanden. Hij was onder andere kolonel van de infanterie van het Staatse leger en gouverneur van Maastricht.

## Biografie
Hobbe Esaias van Aylva was een telg uit het Friese adellijk geslacht Van Aylva en werd in 1696 geboren te Witmarsum als zoon van Tjaard baron van Aylva, grietman van Wonseradeel en Margaretha van Gent. Hobbe begon zijn militaire loopbaan als opperstalmeester van stadhouder Willem IV van Oranje-Nassau. Die functie combineerde hij met die van drossaard van Buren en vertegenwoordiger van de prins in een geschil met de Pruisische koning Frederik Willem I. Hierna was Aylva enige tijd kolonel van een infanterieregiment.
Op 1 november 1740 werd Aylva benoemd tot commandant van de vestingstad Maastricht, waar op dat moment Willem VIII van Hessen-Kassel gouverneur was, maar deze was meestal afwezig omdat hij tevens generaal was van de cavalerie in het Staatse leger. In feite was Aylva bevelhebber van het Maastrichtse garnizoen tijdens de Oostenrijkse Successieoorlog (1740-'48). Maastricht was tijdens deze oorlog een belangrijk steunpunt van de geallieerde troepen (tegen Frankrijk) onder leiding van de Britse hertog van Cumberland. In 1746 waren in en rondom Maastricht troepen gelegerd uit Oostenrijk, Beieren, Saksen, Gotha, Hannover, Hessen, Hongarije en Engeland, naast het vaste Staatse garnizoen. De Franse troepen waren opgerukt tot Kanne en hadden het kasteel Caestert op de Sint-Pietersberg bezet. Eind 1747 barstte de strijd los in de Slag bij Lafelt, even ten westen van Maastricht. De stad zelf werd in april 1748 door de Fransen belegerd en was al bijna veroverd, toen op 3 mei het bericht kwam dat in Aken een vredesakkoord was bereikt (Vrede van Aken, 1748). Twee dagen later benoemde Willem IV Aylva tot gouverneur van Maastricht.
Toch volgde hierna een officiële capitulatie en op 7 mei nam het Franse leger onder aanvoering van maarschalk Maurits van Saksen de stad in. Drie dagen later vertrok het Maastrichtse garnizoen onder aanvoering van Aylva, met behoud van eer. Het garnizoen mocht van de Fransen zelfs een viertal kanonnen meevoeren, die later door de Staten-Generaal aan Aylva geschonken werden. Ulrich van Löwendal werd door de Fransen benoemd tot gouverneur van Maastricht, een functie die hij slechts tot oktober van dat jaar zou uitoefenen, toen in Aken het verdrag was ondertekend. Van oktober 1748 tot begin februari 1749 was de graaf De Courten nog even plaatsvervangend gouverneur om de aftocht van de Franse troepen in goede banen te leiden.
Op 26 maart 1749 keerde Aylva met zijn garnizoen terug naar Maastricht. Gouverneur Hobbe van Aylva bouwde de vestingstad verder uit, verbeterde de soldatenhuisvesting, liet een aantal kruithuizen bouwen en richtte de Oude Minderbroederskerk in tot militair magazijn. Aylva breidde tevens het gouvernementspaleis in de Bouillonstraat uit met een feestzaal. Ter decoratie van die zaal bestelde hij bij de vermaarde Duitse portretschilder Johann Valentin Tischbein negen (postume) portretten van zijn voorgangers voor een prijs van 25 dukaten per stuk. Daarbij waren de kosten voor het schilderslinnen voor de magistraat van de stad. De meer dan levensgrote schilderijen ven de gouverneurs van Maastricht kwamen tussen de ramen van de nieuwe zaal te hangen. In 1760 was hij de oprichter van de Groote Sociëteit (Frans: La Grande Société de Maestricht), een van de eerste herensociëteiten van Nederland.
Baron van Aylva bleef gouverneur van Maastricht tot zijn dood in 1772. Bij zijn begrafenis op 28 december 1772 ontstond een geschil over etiquette. Van Aylva was niet getrouwd en liet geen kinderen na.

## Nalatenschap

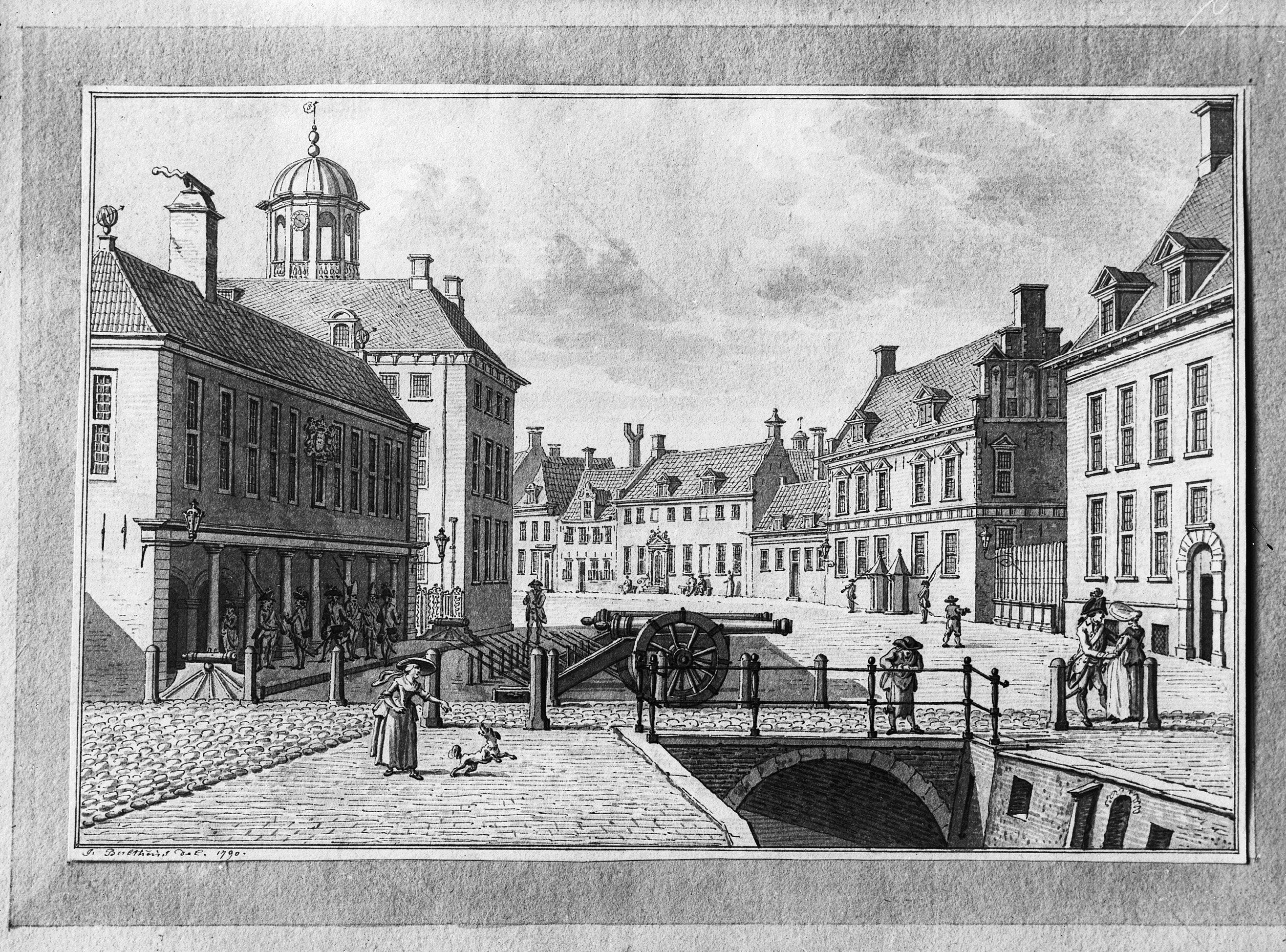
Aylva's kanonnen in Leeuwarden in 1790

Aan de baron van Aylva herinneren in Maastricht en elders een aantal gebouwen en (kunst)voorwerpen. De kanonnen die de Staten-Generaal in 1749 aan Aylva persoonlijk schonken, vermaakte hij bij testament aan het gewest Friesland. Ze stonden tot 1854 opgesteld vóór de Hoofdwacht in Leeuwarden, waarna ze verkocht werden.
Baron van Aylva wordt gezien als de opdrachtgever voor een reeks van gouverneursportretten door Johann Valentin Tischbein. In 1798, enkele jaren nadat de laatste gouverneur van Maastricht, graaf Frederik van Hessen-Kassel, vertrokken was, zijn alle portretten overgebracht naar het Rumpenheimer Schloss in Offenbach am Main in Hessen. Tegenwoordig zijn ze te bewonderen in het jachtslot Fasanerie nabij Fulda. De geschilderde portretten van stadhouder Willem IV van Oranje-Nassau, Anna van Hannover en hun twee kinderen Carolina en Willem, en die van de keurvorst Frederik Willem I van Brandenburg en diens echtgenote Louise Henriëtte van Nassau, werden in 1794 door de toenmalige burgemeester Petrus van Slijpe verborgen in zijn woning (de aan de overkant van de straat gelegen Hof van Slijpe). Pas in 1953 werden ze daar bij een renovatie achter het behang ontdekt, maar in 1975 werden ze op klaarlichte dag ontvreemd en sindsdien zijn ze spoorloos.
Het door Aylva uitgebreide en heringerichte Gouvernementspaleis werd eind 18e eeuw sterk verbouwd en in de jaren 1930 vervangen door het huidige Oud Gouvernement. De in opdracht van Aylva in 1770 gebouwde Dragonderwacht ertegenover bestaat wel nog. Op de noordwesthoek van het Vrijthof staat het gebouw van de Groote Sociëteit, in 1760 onder Aylva opgericht. In de balzaal van de sociëteit hangt een kopie van zijn gouverneursportret. Van de naar hem genoemde buitenwerken is niets meer over. Het Aylvabastion op het Sint-Antoniuseiland in de Maas werd met het eiland eind 19e eeuw afgegraven. Een deel van het eiland werd bij de oostelijke oever gevoegd. Tegenwoordig ligt hier het Griendpark. In de wijk Villapark, ter hoogte van de in 1741 aangelegde Lunetten van Aylva, is een straat naar hem vernoemd, de Aylvalaan. Tot voor kort bevond zich hier een gedenksteen afkomstig uit het in 1884 gesloopte vestingwerk, maar deze is sinds enige jaren door de gemeente verplaatst naar de omgeving van het vroegere Aylvabastion.

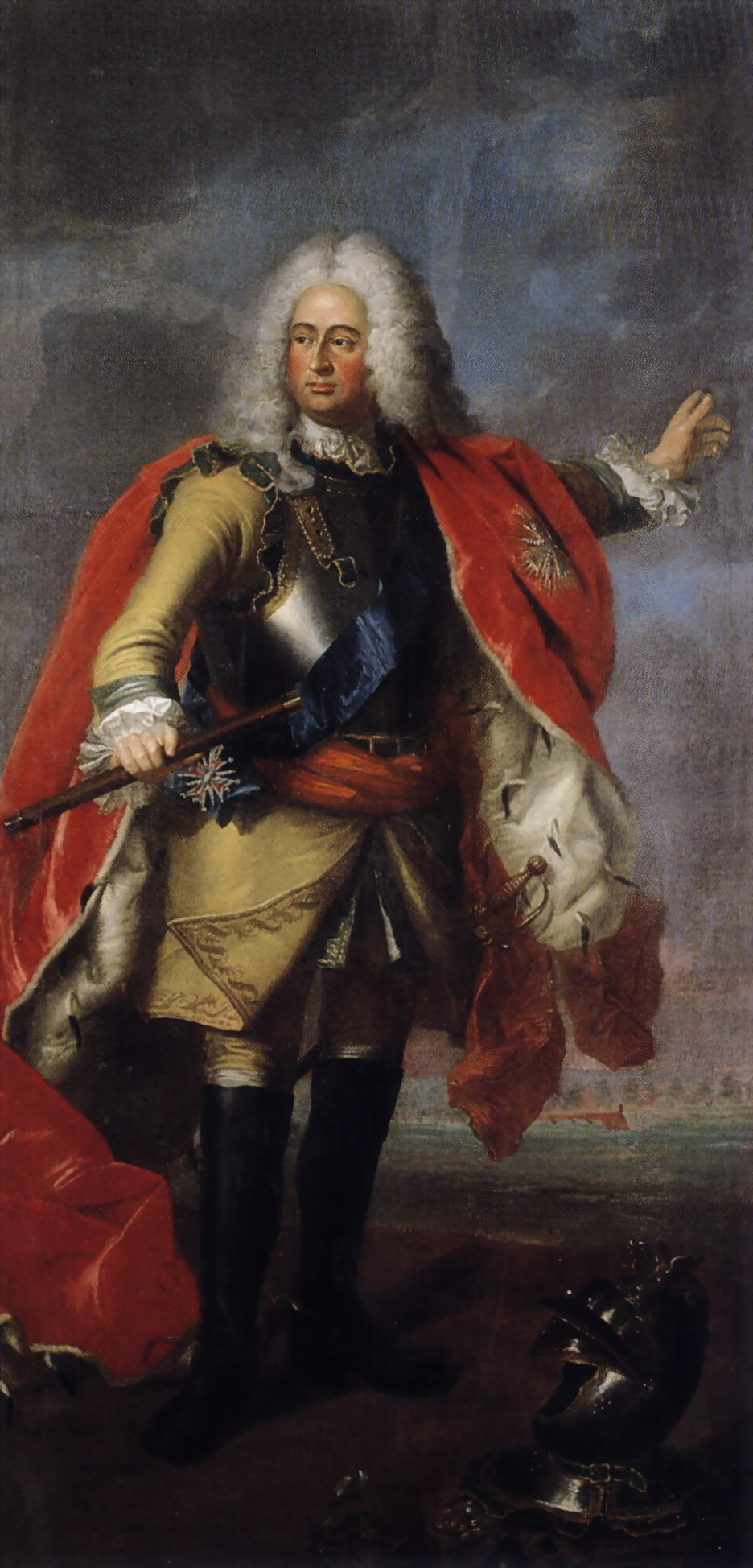
Gouverneursportret, nu in Fulda
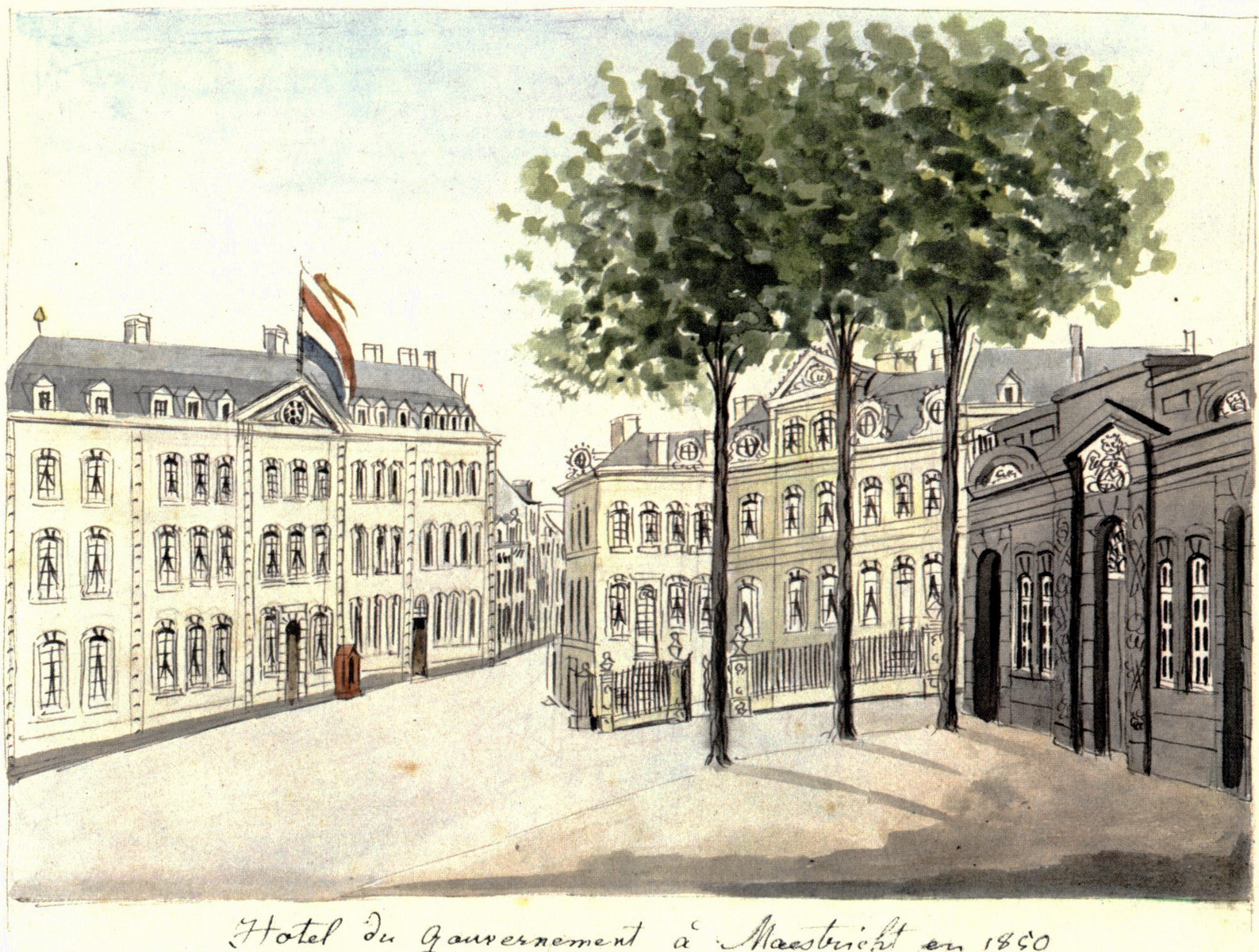
Gouvernementspaleis (links) en Dragonderwacht (rechts)
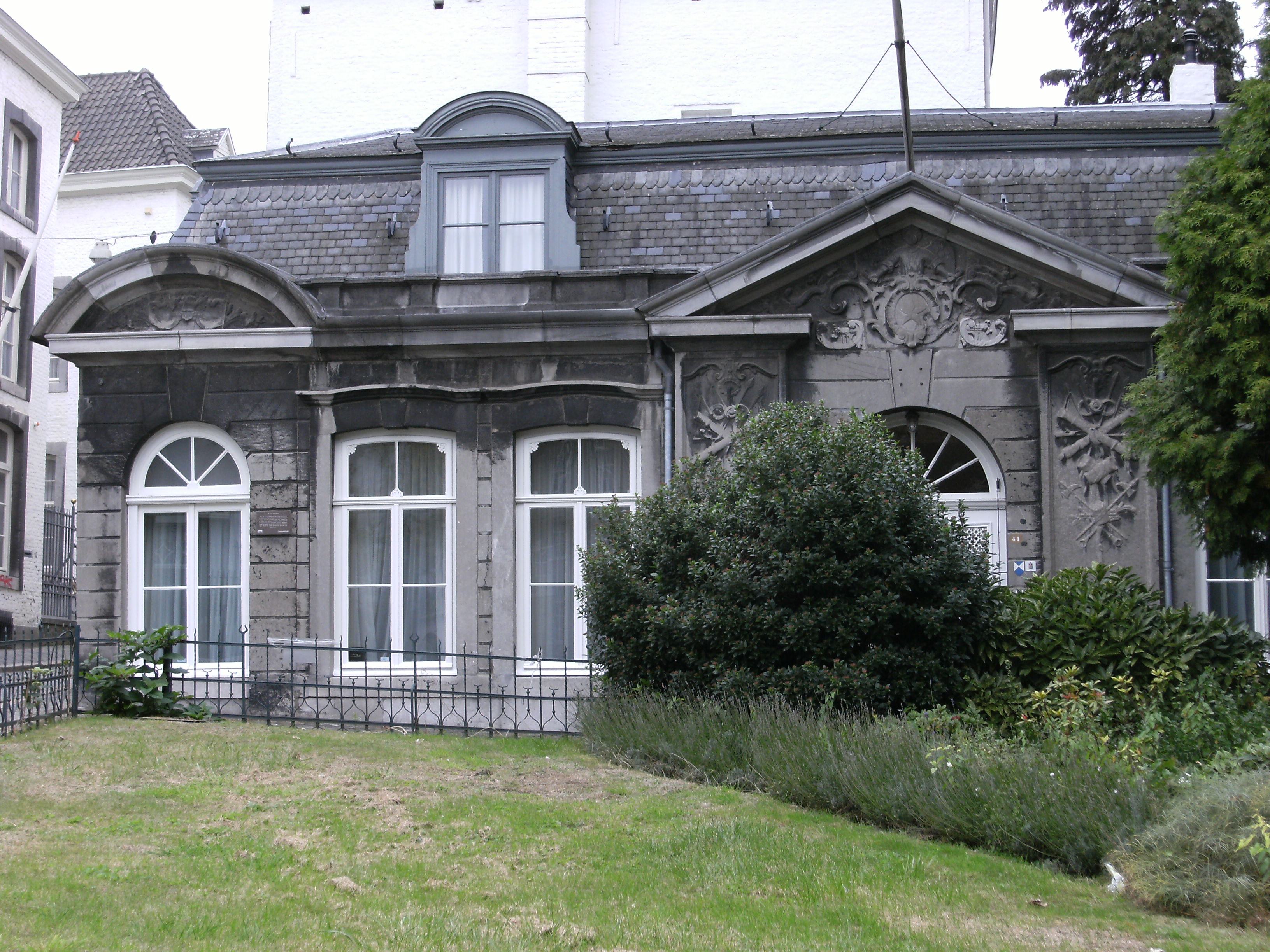
Dragonderwacht tegenover het gouvernement
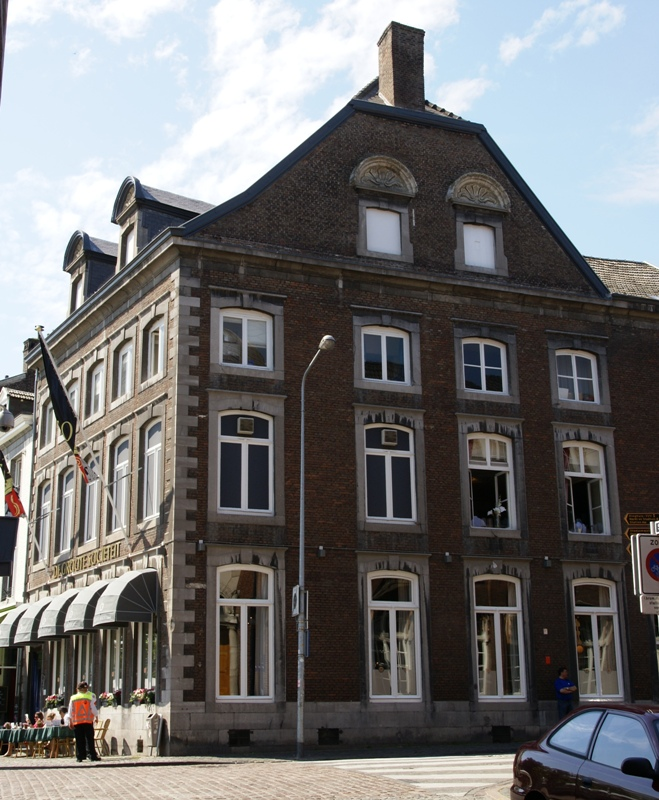
Groote Sociëteit aan het Vrijthof

- Biografisch Portaal: 11035242
- Digitale Bibliotheek voor de Nederlandse Letteren: aylv021
- International Standard Name Identifier: 0000 0003 8700 4858
- Nederlandse Thesaurus van Auteursnamen: 308349830
- Virtual International Authority File: 279886919
- WorldCat: E39PBJj8XBhfgYXqTh9q43qCwC